# تنوع مقيد
التنوع المقيد (>< التنوع المطلق) يقصد به في الكتابة تنوع أشكال الحرف بحسب موضعه واتصاله.

## وصلات خارجية
(بالإنجليزية)
- Variant - A Dictionary of Phonetics and Phonology. BookRags